# Rajd Grecji 1996
Rezultaty Rajdu Grecji (43. Rajd Akropolu),(43. Acropolis Rally), eliminacji Rajdowych Mistrzostw Świata w 1996 roku, który odbył się w dniach 2–4 czerwca. Była to czwartą runda czempionatu w tamtym roku.

## Wyniki końcowe rajdu
| Msc.                   | Kierowca               | Pilot                  | Samochód                  | Czas                   | Strata                 | Grupa                  | Punkty                 |
| Klasyfikacja generalna | Klasyfikacja generalna | Klasyfikacja generalna | Klasyfikacja generalna    | Klasyfikacja generalna | Klasyfikacja generalna | Klasyfikacja generalna | Klasyfikacja generalna |
| ---------------------- | ---------------------- | ---------------------- | ------------------------- | ---------------------- | ---------------------- | ---------------------- | ---------------------- |
| 1                      | Colin McRae            | Derek Ringer           | Subaru Impreza 555        | 5:33.12                | 0.0                    | A8 M                   | 20                     |
| 2.                     | Tommi Mäkinen          | Seppo Harjanne         | Mitsubishi Lancer Evo III | 5:34.02                | +0.50                  | A8 M                   | 15                     |
| 3.                     | Carlos Sainz           | Luis Moya              | Ford Escort RS Cosworth   | 5:36.33                | +3.21                  | A8 M                   | 12                     |
| 4.                     | Piero Liatti           | Fabrizia Pons          | Subaru Impreza 555        | 5:38.02                | +4.50                  | A8 M                   | 10                     |
| 5.                     | Kenneth Eriksson       | Staffan Parmander      | Subaru Impreza 555        | 5:40.17                | +7.05                  | A8 M                   | 8                      |
| 6.                     | Bruno Thiry            | Stéphane Prévot        | Ford Escort RS Cosworth   | 5:41.18                | +9.36                  | A8 M                   | 6                      |
| 7.                     | Freddy Loix            | Sven Smeets            | Toyota Celica GT-Four     | 5:43.13                | +10.01                 | A8                     | 4                      |
| 8.                     | Gilberto Pianezzola    | Loris Roggia           | Toyota Celica GT-Four     | 5:48.46                | +15.34                 | A8                     | 3                      |
| 9.                     | Patrick Bernardini     | Bernard Occelli        | Ford Escort RS Cosworth   | 5:54.33                | +21.21                 | A8                     | 2                      |
| 10.                    | Jean-Pierre Richelmi   | Thierry Barjou         | Toyota Celica Turbo 4WD   | 5:58.36                | +25.24                 | A8                     | 1                      |
| 11.                    | Leonídas Kirkos        | Ioánnis Stavropoulos   | Ford Escort RS Cosworth   | 6:02:30                | +29:18                 | A8                     | –                      |
| 12.                    | Konstantinos Apostolou | Mihalis Kriadis        | Lancia Delta HF Integrale | 6:03:23                | +30:11                 | A8                     | –                      |
| 13.                    | Frédéric Dor           | Didier Breton          | Subaru Impreza 555        | 6:09:55                | +36:43                 | A8                     | –                      |
| 14.                    | Uwe Nittel             | Christina Thörner      | Mitsubishi Lancer Evo III | 6:12:03                | +38:51                 | N4 M                   | –                      |
| PWRC                   |                        |                        |                           |                        |                        |                        |                        |
| 1 (14.)                | Uwe Nittel             | Christina Thörner      | Mitsubishi Lancer Evo III | 6:12:03                | –                      | N4 M                   |                        |
| 2 (15.)                | Gustavo Trelles        | Jorge Del Buono        | Mitsubishi Lancer Evo III | 6:15:00                | +2:57                  | N4                     |                        |
| 3 (17.)                | Pascal Smets           | Jean-Paul S'Heeren     | Mitsubishi Lancer Evo III | 6:16:26                | +4:23                  | N4                     |                        |

1. ↑  Litera M przy oznaczeniu grupy do której należy samochód oznacza, iż tylko ci kierowcy zdobywali punkty dla swoich zespołów liczonych w klasyfikacji producentów na koniec sezonu.

## Klasyfikacja po 4 rundach
Tabele przedstawiają tylko pięć pierwszych miejsc.

### Kierowcy
| Lp. | Kierowca         | Pkt |
| --- | ---------------- | --- |
| 1   | Tommi Makinen    | 55  |
| 2   | Carlos Sainz     | 47  |
| 3   | Colin McRae      | 42  |
| 4   | Piero Liatti     | 33  |
| 5   | Kenneth Eriksson | 31  |

### Producenci
| Lp. | Producent           | Pkt |
| --- | ------------------- | --- |
| 1   | 555 Subaru WRT      | 178 |
| 2   | Mitsubishi Ralliart | 138 |
| 3   | Ford Motor Co. Ltd. | 128 |